# 김태원 (야구인)
김태원(金兌源, 1964년 1월 28일 ~ )은 MBC 청룡과 LG 트윈스에서 뛴 한국의 프로 야구 선수였다. 우투 우타이며 짝수 해에 10선발승 이상을 기록했는데(90년 14선발승으로 최다 선발승,94년 16선발승으로 한용덕과 선발승 공동 3위) 공교롭게도 두 해에는 특정 팀(90년 삼성전, 94년 한화전)에게만 2완봉승을 기록했다.
은퇴 이후 자신의 친정팀인 LG 트윈스에서 2002년까지 코치로 활동했다가 같은 해 말 팀을 떠난 뒤 치킨집,주유소를 경영했으나 모두 실패한 후 한동안 시련을 겪었다가  성균관대 선배인 윤여국 동성고 감독의 추천을 통해 2004년 7월 27일부터 광주동성고 투수코치를 맡아 야구계에 돌아왔으며 성균관대 선배였던 정재공 당시 KIA 단장의 부름을 받아 2005년 시즌 뒤 KIA 타이거즈 투수코치로 프로야구계에 복귀했다.
하지만, 정재공 단장이 2007년 10월 9일 성적 부진을 이유로 경질되면서 같은 달 21일  팀을 떠나 프로야구계와 작별한 뒤 광주동성고 투수코치로 돌아갔으며 성균관대 선배인 박영진 대구상원고 감독의 부름을 받아 2009년 상원고 투수코치로 재직했고 2010년 공주고 투수코치를 거쳐 2011년 상원고로 돌아왔으며 2013년부터 2014년까지 전남 세지중학교 야구부 감독을 역임했다.
한편, 1990년 선발로만 14승을 기록하여 1988년 한희민과 역대 최다 선발승 투수 최소 선발승(14선발승) 타이 기록을 세웠으나 2009년 로페즈 조정훈 2013년 세든 배영수가 타이 기록을 세웠다.

## 출신학교
- 서울재동초등학교
- 휘문중학교
- 배재고등학교(당초 우신고등학교에 다녔으나 2학년이던 1980년 말 해체되자 전학)
- 성균관대학교 교육학과 (1982학번)

## 통산 기록
| 연도 | 소속   | 평균 자책 | 경기 | 승리 | 패전 | 세이브 | 이닝     | 사사구 | 피안타 | 탈삼진 | 실점 | 자책점 | 기타                     |
| ---- | ------ | --------- | ---- | ---- | ---- | ------ | -------- | ------ | ------ | ------ | ---- | ------ | ------------------------ |
| 1986 | MBC    | 2.86      | 33   | 2    | 6    | 3      | 107      | 87     | 42     | 50     | 35   | 34     |                          |
| 1987 | MBC    | 8.44      | 10   | 0    | 2    | 0      | 32       | 50     | 12     | 16     | 32   | 30     |                          |
| 1989 | MBC    | 2.83      | 24   | 2    | 3    | 0      | 98 2/3   | 85     | 50     | 68     | 31   | 31     |                          |
| 1990 | LG     | 2.51      | 33   | 18   | 5    | 1      | 193 1/3  | 152    | 68     | 127    | 65   | 54     | 14선발승으로 최다 선발승 |
| 1991 | LG     | 4.84      | 26   | 8    | 8    | 0      | 135 2/3  | 127    | 62     | 91     | 74   | 73     |                          |
| 1992 | LG     | 3.40      | 31   | 10   | 14   | 1      | 177 1/3  | 180    | 71     | 119    | 81   | 67     |                          |
| 1993 | LG     | 2.42      | 25   | 8    | 8    | 0      | 141 1/3  | 100    | 55     | 84     | 43   | 38     |                          |
| 1994 | LG     | 2.41      | 28   | 16   | 5    | 0      | 190 2/3  | 142    | 58     | 96     | 57   | 51     |                          |
| 1995 | LG     | 5.01      | 22   | 9    | 11   | 0      | 124      | 126    | 41     | 59     | 75   | 69     |                          |
| 1996 | LG     | 3.79      | 26   | 9    | 12   | 0      | 156 2/3  | 140    | 54     | 86     | 72   | 66     |                          |
| 1997 | LG     | 5.46      | 7    | 3    | 2    | 0      | 28       | 32     | 13     | 13     | 17   | 17     |                          |
| 1998 | LG     | 1.80      | 8    | 0    | 1    | 0      | 15       | 10     | 8      | 10     | 6    | 3      |                          |
| 통산 | 12시즌 | 3.43      | 273  | 85   | 77   | 5      | 1399 2/3 | 1231   | 534    | 819    | 588  | 533    |                          |